# Peter Lambeck
Peter Lambeck (latiniserat Lambeccius), född 13 april 1628 i Hamburg, död 4 april 1680 i Wien, var en tysk historiker och bibliotekarie.
Lambeck var föreståndare för kejserliga biblioteket i Wien. Han utarbetade förutom flera större bibliografiska verk Prodromus historiæ literariæ (1659; andra upplagan 1710), det första, visserligen fragmentariska, försöket till en allmän litteraturhistoria med kronologisk uppställning.

## Fotnoter
1. 1 2  SNAC, SNAC Ark-ID: w6gz8vbp, läs online, läst: 9 oktober 2017.[källa från Wikidata]
2. 1 2 3  Lambeck, Peter (Lambecius), vol. 14, Biographisches Lexikon des Kaiserthums Oesterreich, s. 20.[källa från Wikidata]
3. ↑  Charles Dudley Warner (red.), Library of the World's Best Literature, 1897, läs online.[källa från Wikidata]